# Smile (serie de televisión)
Smile (スマイル Sumairu) es una serie japonesa dramática de televisión, que se transmitió en TBS , desde el pasado 17 de abril de 2009. Jun Matsumoto interpreta el papel de Vito, un hombre mezcla de filipino y japonés, que siempre sonríe a pesar de todos los problemas y dificultades que enfrenta. La serie se enfoca en el racismo que sufren los extranjeros y los mestizos (de razas mezcladas).

## Sinopsis
Hayakawa Vito tiene un padre filipino y una madre japonesa, pero él nació y se crio en Japón, y nunca ha visitado Filipinas. El siempre sonriente Vito trabaja en Alimentos Machimura durante el día, y por la noche, trabaja a tiempo parcial tratando de hacer sus sueños realidad. Un día, durante un incidente ocurrido en una librería, se reúne con una joven llamada Hana Mishima, quién perdió su capacidad de hablar debido a un accidente. Pero a pesar de que no puede hablar, Vito le brinda su hermosa sonrisa. Sin embargo, Vito se convierte en sospechoso de la policía por error de un crimen, y después de la reunión el abogado Kazuma, el problema comienza a crecer... Juntos, Vito, Hana, Kazuma pasan por tiempos difíciles y tienen que superar muchos obstáculos. -Tokyograph

## Reparto
- Jun Matsumoto como Vito Hayakawa.
- Yui Aragaki como Mishima Hana.
- Nakai Kiichi como Ito Kazuma.
- Koike Eiko como Machimura Shiori.
- Tokuyama Hidenori como Kawai Kinta.
- Suzunosuke (鈴之助) como "Bull" / Kazama Kenji.
- Kitami Toshiyuki como Detective Furuse.
- Hiroyuki Ikeuchi como Detective Takayanagi.
- Oguri Shun como Hayashi Seiji.
- Katsumura Masanobu como Kashiwagi Keisuke.
- Maeda Gin como Machimura Sosuke.
- Ishida Ayumi como Machimura Midori.

## Premios y nominaciones
13° Gran Premio «Nikkan Sports Drama»
Premios de Primavera 2009
- Mejor drama: Smile
- Mejor actor: Jun Matsumoto
- Mejor actor secundario: Kiichi Nakai
- Mejor actriz secundaria: Yui Aragaki